# سفارة المملكة المتحدة في إيران
سفارة المملكة المتحدة في إيران هي أرفع تمثيل دبلوماسي لدولة المملكة المتحدة لدى إيران. تقع السفارة في طهران وهي تهدف لتعزيز المصالح البريطانية في إيران.

## وصلات خارجية
- الموقع الرسمي
- قائمة سفارات المملكة المتحدة
- قائمة السفارات في إيران